# Закон секторности
Закон секторности (иначе закон азональности, или провинциальности, или меридиональности) — закономерность дифференциации растительного покрова Земли под действием следующих причин: распределением суши и моря, рельефом земной поверхности и составом горных пород.

## Положение закона
Закон секторности является дополнением закона географической зональности, который рассматривает закономерности распределения растительности (ландшафтов) под воздействием распределения солнечной энергии по поверхности Земли в зависимости от поступающей солнечной радиации в зависимости от широты. Закон азональности рассматривает влияние перераспределения поступившей энергии солнца в виде изменения климатических факторов при продвижении в глубь материков (так называемое нарастание континентальности климата) или океанов, — характер и распределение осадков, число солнечных дней, среднемесячные температуры и прочее.

## Материковая секторность
На материках закон секторности выражается в:
1. Циркумокеанической зональности[4], которая может быть нескольких видов: 
а)  симметричной — океаническое воздействие проявляется с одинаковой силой и протяжённостью со всех сторон материка (Австралия);
б)  асимметричной — где превалирует воздействие Атлантического океана (как следствие западного переноса), как на севере Евразии;
в)  смешанной.
2. Нарастании континентальности[5] по мере продвижения в глубь материка.

## Секторность океанов
Выражается в распределении:
1. Речного стока (распреснение океанических вод).
2. Поступления взвешенных веществ, биогенов.
3. Солёности вод, обусловленных испарением с поверхности океанов.
4. И других показателей.

В целом, наблюдается существенное обеднение океанических вод в глубине океанов, так называемые океанические пустыни.

## Примеры секторности
Примером проявления закона секторности может служить распределение темнохвойных и светлохвойных лесов на территории Евразии и России в частности.
Темнохвойные леса - ельники, пихтарники, леса из сосны сибирской (кедровой), более широко представлены в Европейской части России, а также на Дальнем Востоке. Данные породы приурочены к зонам с менее континентальным климатом, более мягкими зимами, повышенной (относительно) влажностью. Они также представлены на Восточно-Европейской и Западно-Сибирской равнинах, широко представлены в горах Кавказа, Урала, Сихотэ-Алиня, в некоторых частях Алтая и Саян.
Светлохвойные леса – сосняки и лиственничники, в большей степени тяготеют к центральным частям материка, так как более холодовыносливы, не так требовательны к влажности почвы и более приспособлены к континентальному климату. Лиственничные леса являются доминантами лесных сообществ в Средней и Северо-Восточной Сибири, Прибайкалье, Забайкалье. Леса с преобладанием сосны широко распространены от Белого моря до низовий Дона, от западных границ России до Центральной Якутии и Алданского нагорья.